# Saison 20 de South Park
Chronologie
Saison 19 Saison 21
La vingtième saison de la série télévisée d'animation américaine South Park est diffusée entre le 14 septembre 2016 et le 9 décembre 2016 sur la chaîne américaine Comedy Central. La saison comporte 10 épisodes.
Tout comme les deux saisons précédentes, l'intrigue de cette saison dispose d'une continuité épisode-à-épisode, mais contrairement aux saisons 18 et 19, cette continuité est plus linéaire et toute la saison suit un seul grand arc narratif, chaque épisode se terminant sur un cliffhanger menant à l'épisode suivant. 
Cette saison connait également des « semaines sombres » pendant lesquelles aucun épisode n'est diffusé, ce qui etait déjà le cas pour la saison 19.
En France, la saison est diffusée en simultané avec les États-Unis sur MTV en version sous-titrée. 

## Épisodes
| № | #  | Titre                                                                       | Réalisation | Scénario    | Audiences (millions) | Première diffusion |
| --- | -- | --------------------------------------------------------------------------- | ----------- | ----------- | -------------------- | ------------------ |
| 268 | 1  | Rappel-baies Member Berries                                                 | Trey Parker | Trey Parker | 2,16                 | 14 septembre 2016  |
| Pendant que l'hymne national est remanié par J. J. Abrams, M. Garrison tente de perdre l'élection présidentielle contre Hillary Clinton. Pendant ce temps, Cartman est suspecté d'être un troll sur internet, connu sous le pseudonyme Skankhunt42 qui s'attaque aux filles de l'école. Mais Gérald Broflovski, le père de Kyle, s'avère être le véritable troll... |    |                                                                             |             |             |                      |                    |
| 269 | 2  | Chasse aux garces Skank Hunt                                                | Trey Parker | Trey Parker | 1,57                 | 21 septembre 2016  |
| Gérald trolle de plus en plus de monde et ne s'arrête plus. Pendant ce temps, les garçons décident de mettre à terre Cartman, qu'ils pensent être le troll de la ville. Parallèlement les filles planifient une vengeance contre les garçons. |    |                                                                             |             |             |                      |                    |
| 270 | 3  | Les Âmes perdues The Damned                                                 | Trey Parker | Trey Parker | 1,78                 | 28 septembre 2016  |
| Cartman et Heidi commencent à passer du temps ensemble, n'étant plus sur les réseaux sociaux. Pendant ce temps, Gérald fait face aux conséquences de ses actes de troll et M. Garrison se prépare pour le débat présidentiel. |    |                                                                             |             |             |                      |                    |
| 271 | 4  | Les Zizis sont de sortie Wieners Out                                        | Trey Parker | Trey Parker | 1,82                 | 12 octobre 2016    |
| Kyle tente de stopper la bagarre entre les filles et les garçons. Pendant ce temps, Gérald ressent la pression de ses actes qui commencent à être mis à jour. |    |                                                                             |             |             |                      |                    |
| 272 | 5  | Une Pâtisserie pour les Danois Douche and a Danish                          | Trey Parker | Trey Parker | 1,32                 | 19 octobre 2016    |
| Gérald tente d'arrêter un site de recherche de trolls avec l'aide d'autres trolls. Pendant ce temps, M. Garrison va trop loin lors de l'un de ses meetings. |    |                                                                             |             |             |                      |                    |
| 273 | 6  | Fort Collins                                                                | Trey Parker | Trey Parker | 1,41                 | 26 octobre 2016    |
| Cartman craint que Heidi ne découvre son passé. Randy et M. Garrison tentent de détruire les mémo-myrtilles, et la bande de trolls de Gérald s'expose à des conséquences désastreuses. |    |                                                                             |             |             |                      |                    |
| 274 | 7  | Oh, punaise ! Oh, Jeez                                                      | Trey Parker | Trey Parker | 2,03                 | 9 novembre 2016    |
| M. Garrison est élu président et les member berries sont responsables. Gerald est envoyé au Danemark en tant qu'espion dans le but d’éliminer TrackTroll (TrollTrace en VO) mais il est trahi. Cartman demande de l'aide à Butters afin d’empêcher Heidi de découvrir son secret.                                                                                   |    |                                                                             |             |             |                      |                    |
| 275 | 8  | Club V.I.Baies Members Only                                                 | Trey Parker | Trey Parker | 1,79                 | 16 novembre 2016   |
| M. Garrison fait face aux conséquences de son élection au poste de président des États-Unis. Pendant ce temps, Gerald tente d'échapper à TrackTroll. Cartman et Heidi se préparent à partir ensemble sur Mars. |    |                                                                             |             |             |                      |                    |
| 276 | 9  | Pas drôle Not funny                                                         | Trey Parker | Trey Parker | 1,45                 | 30 novembre 2016   |
| Butters essaie de convaincre Cartman que Heidi pourrait lui tourner le dos, tandis que Kyle et Ike font face à l'humeur colérique de leur mère après le coup monté de Gerald qui laisse penser que Ike est le troll. Gerald découvre les véritables intentions du meneur de TrackTroll.                                                                             |    |                                                                             |             |             |                      |                    |
| 277 | 10 | Rien ne sera plus jamais comme avant The End of Serialization as We Know It | Trey Parker | Trey Parker | 1,82                 | 7 décembre 2016    |
| Kyle et Ike s'allient et montent un groupe pour empêcher la mise en route de TrackTroll en faisant tomber internet. Pendant ce temps, Cartman essaye d’empêcher la mise en route du programme SpaceX. |    |                                                                             |             |             |                      |                    |